# Клинова
Клинова — річка (балка) в Україні, у Бахмутському районі Донецької області. Ліва притока Горілого Пня (басейн Дону).

## Опис
Довжина річки приблизно 4,61 км, найкоротша відстань між витоком і гирлом — 3,42 км, коефіцієнт звивистості річки — 1,35. Річка формується 1 загатою.

## Розташування
Бере початок у селі Клинове. Спочатку тече на північний захід, потім на північний схід і на північно-західній стороні від села Мідна Руда впадає у річку Горілий Пень, ліву притоку Мокрої Плотви.
Населені пункти вздовж берегової смуги: Покровське.

## Цікаві факти
- У селі Клинове на лівій стороні річки пролягає євроавтошлях E40М03.
- В кінці XIX століття на правому березі річки було 4 вітряних млини.